# أرتور باربا
أرتور باربا (بالإسبانية: Arturo Barba)‏ هو ممثل مكسيكي، ولد في 1973 في مدينة مكسيكو في المكسيك.

## وصلات خارجية
- أرتور باربا على موقع IMDb (الإنجليزية)
- أرتور باربا على موقع قاعدة بيانات الفيلم (الإنجليزية)